# Sondaschule
 Sondaschule ist eine 1999 gegründete Ska-Punk-Band aus Oberhausen und Mülheim an der Ruhr. Der Name bezieht sich auf die „Stil-Debatte über Old School und New School“.

## Bandgeschichte

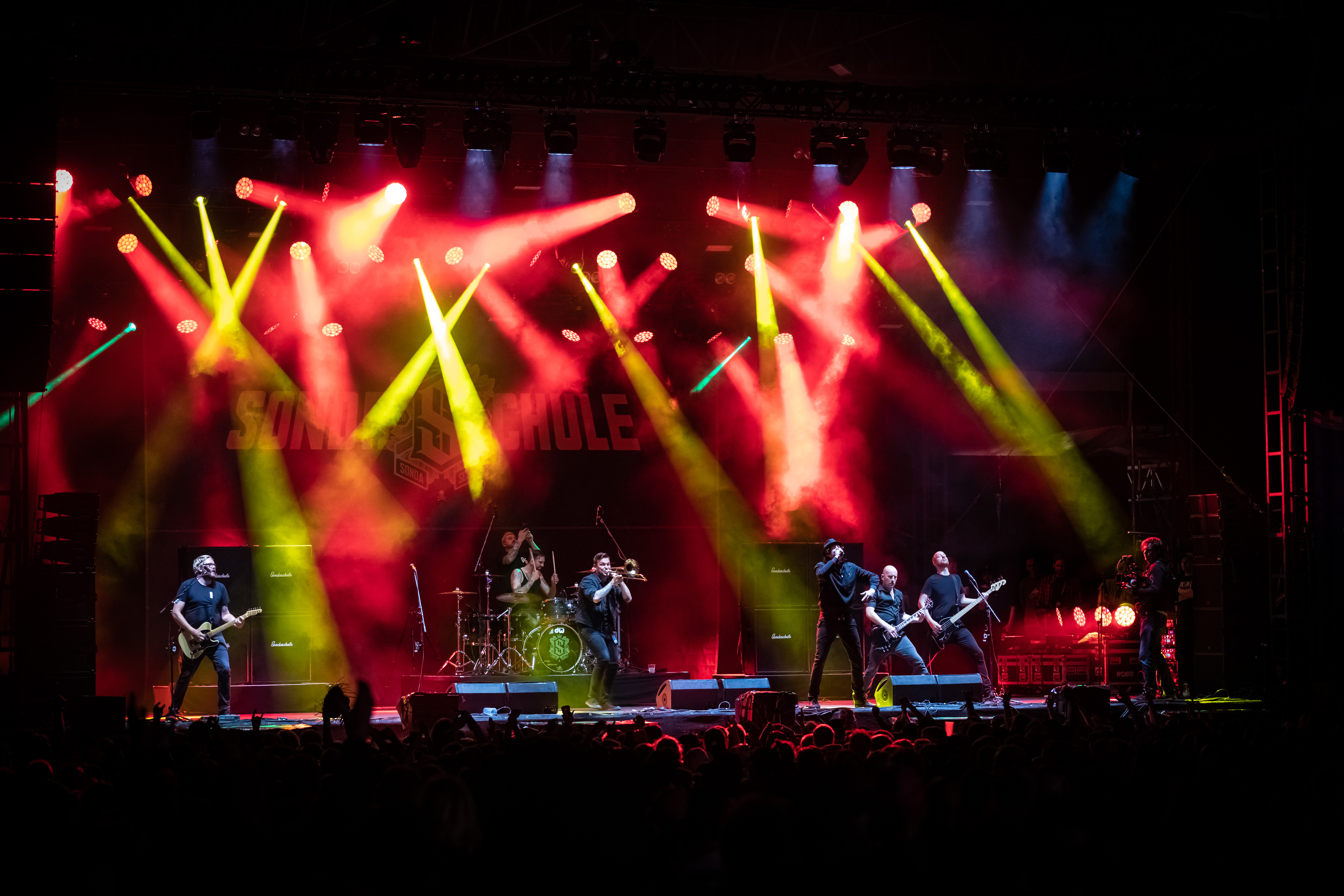
Sondaschule live bei Rock am Ring 2022

Die Band wurde 1999 im Stadtteil Styrum in Mülheim an der Ruhr von Marc Böhle und Mirko Klautmann gegründet. Zu den Gründungsmitgliedern gehörten zudem der Sänger Tim Kleinrensing („Costa Cannabis“) und die Bläserfraktion der alten Band „The Project“ mit Camello Parello (Trompete) und Andreas von Schroeter-Kiwitt (Posaune). Sondaschule spielten Konzerte mit Bands wie  Anti-Flag oder Ska-P.
Mit ihrem ersten, 2002 veröffentlichten Album Klasse 1A spielten sie eine über 200 Konzerte umfassende Tour.
Nachdem im Jahr 2005 Böhle die Band verlassen hatte und durch Tobias Rauch ersetzt worden war, veröffentlichten sie 2006 ihr zweites Album Rambazamba. Die gleichnamige Rambazamba-Tour, die über 100 Konzerte umfasste, führte sie von Deutschland nach Holland über Österreich bis nach Italien.
Während dieser Tour verließ Trompeter Carmelo Parello die Band und wurde durch den Posaunisten Christopher Altmann ersetzt, sodass fortan zwei Posaunisten in der Band spielten. Zudem verließ Sascha Gase ebenfalls die Formation, was dazu führte, dass im Jahre 2007 insgesamt fünf verschiedene Drummer mehr als 30 Konzerte spielten. Im Jahr 2008 eröffneten sie Rock am Ring, gewannen den Bandcontest des Open Flair und veröffentlichten die EP Herzlichen Glückwunsch und das dritte Sondaschule-Album Volle Kanne. 2010 erschien das neue Album von a bis b und stieg in der dritten Woche auf Platz 9 der „D.A.T. 20 - Die Deutschen Alternative- und Trendcharts“ ein. 2012 erschien das Album Lass es uns tun, womit die Band zum ersten Mal in die allgemeinen deutschen Album-Charts einstieg. 2015 erschien das Album Schön kaputt und erreichte Platz 8 der deutschen Albumcharts. Im Juli 2017 erschien das Album Schere, Stein, Papier, das Platz 7 der deutschen Albumcharts erreichte. Im Jahr darauf wurde das dazugehörige Akustik-Album veröffentlicht.
Am 23. Juni 2021 starb unerwartet der Gitarrist Daniel Junker. Für weitere Konzerte und Proben wurde er durch das ehemalige Mitglied von The Tips - Phillip „FaF“ Pfaff  an der Gitarre ersetzt. Im Podcast „Plattensprung“, gaben Costa und Chris im Februar 2022 bekannt, dass FaF als festes Mitglied bleiben soll. Die Veröffentlichung der für Juli 2021 angekündigten Single Gute Zeiten und des neuen Albums Unbesiegbar wurden daraufhin verschoben. Das Album Unbesiegbar veröffentlichte die Band schließlich am 11. Februar 2022. Das Album stieg auf Platz 2 der deutschen Albumcharts ein. Begleitet wurde die Veröffentlichung durch eine Miniserie auf Youtube.

## Stil
Sowohl musikalisch als auch textlich bewegen sich Sondaschule im Bereich des Ska-Punks. Ihre Texte sind komplett auf Deutsch geschrieben und oft (selbst-)ironisch. Klassische Themen sind der Weg zum Star, Drogen und lustig inszenierte Liebesgeschichten, die meist in einem Fiasko enden.
In einem Interview zu ihrem Album Volle Kanne beschreiben Sondaschule ihre Texte als „[…] belanglosen Schwachsinn wie immer. Liebe, Hass, Drogen und nix können […]“ (Sondaschule: Interview mit Hamburg Records).
Der musikalische Stil unterscheidet sich zwischen den einzelnen Alben. Während die Lieder des ersten Albums Klasse 1A stilistisch eher zum Punkrock passen, tendenziell „härter“ sind und die Bläser begleitend zum Einsatz kommen, geht Rambazamba eindeutig mehr in Richtung Ska(-Punk). Auf Volle Kanne sind beide Genres nahezu gleich vertreten, es gibt Lieder beider Musikrichtungen. Das vierte Album Von A bis B wird in einer ersten Einschätzung als „spaßiger, poppiger Punkrock zwischen Sommer, Spaß und Tanz“ beschrieben.

## Diskografie
| Titel                                    | Veröffentlichung                              | Typ        | Medium                  | Label                            |
| ---------------------------------------- | --------------------------------------------- | ---------- | ----------------------- | -------------------------------- |
| Lieber Einen Paffen                      | 8. April 2002                                 | EP         | CD, Vinyl               |                                  |
| Klasse 1A                                | 23. August 2002                               | Album      | CD, Vinyl               |                                  |
| Dephaudeh                                | 9. Mai 2005                                   | Doppel-DVD | Zwei DVDs               |                                  |
| Rambazamba                               | 26. Mai 2006 27. April 2007 5. September 2008 | Album      | CD                      | Knock Out (Cargo Records)        |
| Herzlichen Glückwunsch                   | 18. Juli 2008                                 | EP         | CD                      | Hamburg Records                  |
| Volle Kanne                              | 5. September 2008                             | Album      | CD plus Rohling         | Hamburg Records (Soulfood Music) |
| Tanz                                     | 26. März 2010                                 | Single     | MP3-Download            |                                  |
| Von A bis B                              | 28. Mai 2010                                  | Album      | CD                      |                                  |
| Es ist wie es ist (Was kostet der Fisch) | 26. Oktober 2012                              | Single     | MP3-Download            |                                  |
| Lass es uns tun                          | 16. November 2012                             | Album      | CD                      | Seven Days Music (Sony Music)    |
| Deine Mama                               | 23. Dezember 2013                             | Video      | Youtube                 |                                  |
| Schön kaputt                             | 24. Juli 2015                                 | Album      | CD                      | Click Music / distri             |
| Lost Tapes, Vol. 1                       | 2015                                          | Album      | CD                      | Click Music / distri             |
| Schere-Stein-Papier                      | 7. Juli 2017                                  | Album      | CD, Vinyl, MP3-Download |                                  |
| Schere-Stein-Papier (Akustik Album)      | 6. Juli 2018                                  | Album      | CD+DVD, MP3-Download    | BMG                              |
| Lost Tapes 2                             | 29. Juni 2020                                 | Album      |                         |                                  |
| Unbesiegbar                              | 11. Februar 2022                              | Album      | Box, CD, MP3            | BMG                              |

1. ↑  Neuveröffentlichung unter dem neuen Label „Hamburg Records“ mit zusätzlichem Lied, „Arbeitsloser Star“, einem Duett von Costa Cannabis und Gunter Gabriel.
2. ↑  Erneute Neuveröffentlichung („Sonda Edition“) der ersten Version des Albums, allerdings des vorherigen Labels „Knock Out“. Sie enthält die Lieder der „Lieber Einen Paffen“-EP, nicht aber den Bonussong der ersten Neuveröffentlichung.